# Цекулина, Амалия Андреевна
Амалия Андреевна Цекулина (Amālija Cekuliņa) (24 сентября 1902 — 24 декабря 1981) — советский учёный в области механизации и электрификации сельского хозяйства, доктор сельскохозяйственных наук, профессор, член-корреспондент АН Латвийской ССР. С 1950 по 1954 г. ректор Латвийской сельскохозяйственной академии.
Латышка. Родилась в 1902 году в Сибири (сейчас — Называевский район Омской области), куда в 1899 году переселились ее родители в поисках лучшей жизни.
Окончила Московский механический институт им. М. В. Ломоносова (1929) и до 1945 г. работала во Всесоюзном институте механизации и электрификации сельского хозяйства (Москва, ст. Плющево). В 1939 г. утверждена в звании доцента по специальности «Электрификация сельского хозяйства».
С 1945 года — в Латвийской сельскохозяйственной академии: преподаватель, ректор (1950—1954), в 1947—1973 гг. зав. кафедрой электротехники.
Член-корреспондент АН Латвийской ССР, отделение механизации сельского хозяйства (1951).
Книги:
- Эффективность механизации в молочном животноводстве [Текст] / А. А. Цекулина, д-р с.-х. наук. — Москва : Колос, 1964. — 215 с. : ил.; 20 см.
- Руководство по переводу двухтактных нефтяных двигателей на местное твердое топливо [Текст] / Канд. с.-х. наук И. А. Будзко, инж. Г. В. Горчовесов, канд. с.-х. наук А. А. Цекулина. — Алма-Ата : КазОГИЗ, 1942. — 43 с., 13 л. черт. : черт.; 22 см.

Награды: два ордена Трудового Красного Знамени и медаль «За доблестный труд в Великой Отечественной войне 1941—1945 гг.»